# Cityring (Holstebro)
 Denne artikel bør gennemlæses af en person med fagkendskab for at sikre den faglige korrekthed.

 For alternative betydninger, se Cityring. (Se også artikler, som begynder med Cityring)
Cityring O er en indre ringvej, der går rundt om Holstebro Centrum.
Den består af Sønderbrogade – Bisgårdgade – Lægårdvej (ved Nørreportcentret) og Enghavevej.
Mens ringvejen skal lede gennemkørende trafik uden om byen, fungerer Cityringen som en rute for dem, der har ærinder i centrum. Mod syd er der forbindelse til Herningvej og Skjernvej via en rundkørsel.  
| Trafik | Spire Denne trafikartikel er en spire som bør udbygges. Du er velkommen til at hjælpe Wikipedia ved at udvide den. |

|  | Denne artikel om en bygning eller et bygningsværk kan blive bedre, hvis der indsættes et (bedre) billede. Du kan hjælpe ved at afsøge Wikimedia Commons for et passende billede eller lægge et op på Wikimedia Commons med en af de tilladte licenser og indsætte det i artiklen. |

|  | Denne artikel kan blive bedre, hvis der indsættes geografiske koordinater Denne artikel omhandler et emne, som har en geografisk lokation. Du kan hjælpe ved at indsætte koordinater i wikidata. |